# Specialisti militari della Bielorussia
Gli specialisti militari della Bielorussia (bielorusso: Ваенныя спецыялісты Беларусі) sono membri militari ex e attivi delle Forze Armate della Repubblica di Bielorussia, rappresentanti di organizzazioni paramilitari e dipendenti delle imprese del complesso militare-industriale che forniscono supporto alle forze di sicurezza straniere. Sono sia consiglieri militari statali che mercenari.
L'emergere di questo fenomeno in Bielorussia è legato alla politica di smilitarizzazione del 1992-1996, durante la quale molti militari hanno perso il lavoro a causa della riduzione dell'esercito. Qualcuno se n'è andato a causa del basso stipendio. Alcuni sono diventati mercenari. Tuttavia, il governo aveva urgente bisogno di soldati in pensione, poiché le autorità temevano di inviare specialisti in servizio per fornire servizi di consulenza militare all'estero.
I mercenari spesso agivano insieme a specialisti statali o erano sotto il patrocinio del governo bielorusso.
Tra le specialità richieste c'erano piloti, riparatori, ufficiali di Stato maggiore, specialisti delle operazioni speciali, compresi i cecchini. I bielorussi hanno lavorato con forze provenienti da Nigeria, Jamahiria Libica (ufficialmente solo prima della guerra civile 2011), Venezuela, Sudan, Yemen, Costa d'Avorio e Repubblica Democratica del Congo. Mercenari e professionisti del governo hanno partecipato a diversi conflitti. Nel settore dei servizi di specialisti militari, la regione chiave per la Bielorussia era L'Africa. Tra la fine degli anni 2010 e l'inizio degli anni 2020, israeliani, francesi e Compagnie militari private (Gruppo Wagner) russi hanno iniziato a creare concorrenza.